# Deštná (Blanskói járás)
Deštná település Csehországban, a Blanskói járásban. Deštná Brněnec, Želivsko, Letovice és Horní Smržov településekkel határos. Lakosainak száma 214 fő (2024. január 1.).

## Népesség
A település lakosságának változását az alábbi diagram mutatja:
| Lakosok száma | 328  | 375  | 375  | 315  | 272  | 239  | 226  | 230  | 213  | 214  |
|               | 1869 | 1890 | 1921 | 1950 | 1980 | 2001 | 2017 | 2019 | 2022 | 2024 |